# Медаль Срібного ювілею короля Георга V
Медаль Срібного ювілею короля Георга V (англ. King George V Silver Jubilee Medal) — створена на честь 25-ї річниці з дня коронації короля Георга V.
Відзнаку було вручено 85 235 особам, в тому числі:
- 6 500 австралійцям
- 7 500 канадцям

## Опис
- Кругла срібна медаль діаметром 31,7 мм. На аверсі зображено профілі короля Георга V та королеви Марії, увінчані коронами і в коронаційних одежах.
- На реверсі накреслено королівську монограму GRI, яку вінчає імператорська корона Індії. У лівому куті написано дату 6 травня 1910 двома рядками, у протилежному куті — дата 6 травня 1935.
- Стрічка має ширину 31,7 мм, складається з трьох смуг (темно-синьої, білої (в центрі) і знову темно-синьої).